# Perus
Perus é um distrito situado na zona noroeste do município de São Paulo. A data de aniversário do distrito é comemorada em 21 de setembro.
Faz parte do antigo caminho para a região de Campinas e Jundiaí e é servido pela Linha 7–Rubi (antiga São Paulo Railway) do Trem Metropolitano, pela Rodovia dos Bandeirantes, pela Estrada Velha de Campinas, e pelo Rodoanel Mário Covas. Faz divisa com os distritos de Jaraguá ao sul, Anhanguera a oeste e com o município de Caieiras ao norte e leste.

## Etimologia
A história mais conhecida sobre o nome de Perus é a de uma mulher chamada Maria que servia refeição de qualidade para os tropeiros que passavam na região, tornando-se famosa entre eles. Por criar perus ela passou a ser chamada Maria dos Perus.
Outra história, essa por sua vez, focada no nome "perus", segundo a língua tupi-guarani, o nome "Perus" foi uma justaposição e modificação do real nome "PI-RU", que traduzido, significa pôr-se apertado, à força.

## História

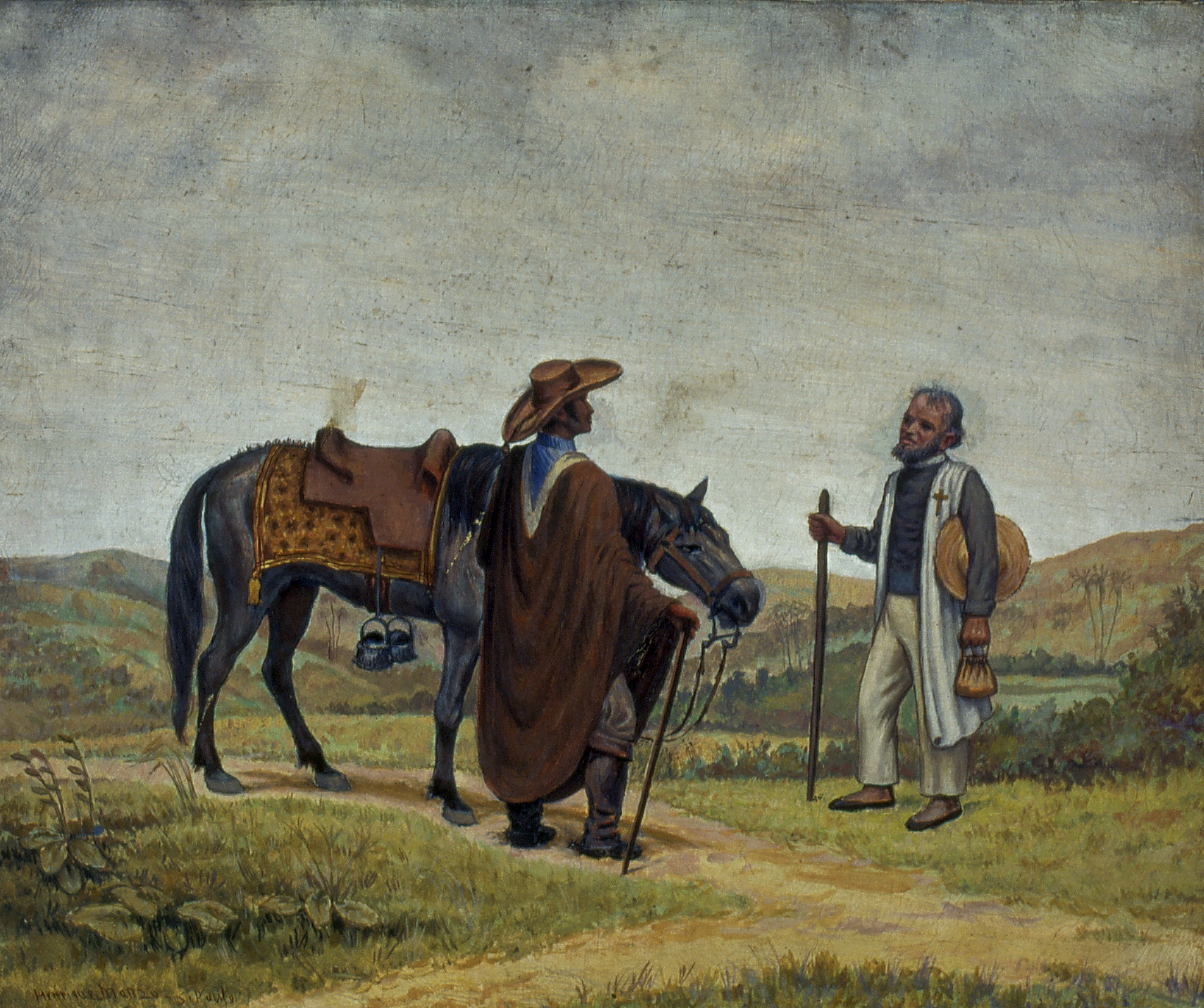
Tropeiros paulistas que atravessavam a região

Tornou-se, de fato um distrito do município de São Paulo em 1934, desmembrado do então subdistrito de Nossa Senhora do Ó, o qual, desde 1867, o distrito ficou dependente da jurisdição do distrito Nossa Senhora do Ó. Em 1948, parte de seu território serviu para a formação do novo distrito do Jaraguá.
A expansão demográfica da região aconteceu graças à Estrada de Ferro Santos - Jundiaí, da antiga São Paulo Railway, de importância excepcional para o crescimento do estado de São Paulo. Após a via, foi inaugurada a Estação Perus, no ano de 1867. No bairro ainda pouco povoado, a maior utilidade da estação era o abastecimento de trens. Em 1877, o primeiro grande empreendimento da região é a fábrica de papéis Melhoramentos, na cidade vizinha ao bairro - Caieiras - que atraiu moradores para Perus. Em 1924, o bairro entra para a história da indústria do Brasil por sediar a primeira fábrica de cimento do país: a Brazilian Portland Cement.
Durante a Segunda Guerra Mundial, a fábrica parou de importar, o que significou maior investimento no mercado nacional. A década de 30 foi um período de grande expansão imobiliária na cidade, com incentivo fiscal do governo Vargas, que representou para Perus um período de muita prosperidade. Na década de 40, a fábrica foi adquirida pelo grupo nacional JJ Abdalla.
De 1962 a 1969, os operários da Companhia de Cimento Portland Perus paralisaram os fornos da fábrica utilizando a filosofia da não-violência-ativa. O movimento ficou denominado como "Greve dos Sete Anos", e teve o intuito de reivindicar melhores condições de trabalho e o pagamento dos salários atrasados.
O exponencial crescimento da população na década de 70 culminou em reivindicações populares pela construção de um cemitério na região, uma vez que, à época, São Paulo enfrentava um surto de meningite e os trabalhadores das fábricas da região eram expostos a condições de trabalho insalubres. Os sepultamentos dos moradores costumavam ocorrer, até então, na cidade de Caieiras. Atendendo ao clamor da população, o Cemitério Dom Bosco, também conhecido como Cemitério de Perus, foi inaugurado no dia 2 de março de 1971 pelo então prefeito Paulo Maluf.
O Cemitério de Perus ganhou notoriedade nacional na década de 1990, quando o jornalista Caco Barcellos revelou em seu livro-reportagem "Rota 66 - A História da Polícia Que Mata" a suspeita de que o local fora utilizado para ocultar cadáveres desaparecidos durante o período da Ditadura Militar. Constatou-se que 1049 ossadas estavam enterradas em uma vala comum, apartada da área de sepultamentos. As investigações que visam identificar as ossadas perduram até os dias atuais, e testes genéticos já identificaram os restos mortais de militantes como Sônia Maria Angel Jones, Luiz Eurico Tejera Lisbôa e os irmãos Dimas Antônio Casemiro e Dênis Casemiro.

## Atualidade
O distrito de Perus conserva muitas histórias ao longo dos anos. Muitos protestos importantes ocorreram na região, como na mídia nacional e internacional. O distrito abriga em sua área a maior escola pública do Estado de São Paulo: a Escola Estadual Brigadeiro Gavião Peixoto, com capacidade para 3400 alunos.
Perus também abrigou em seu território a primeira fábrica de cimento do país, a Companhia Brasileira de Cimento Portland Perus, que produzia o mais denso e original cimento, com sua cor bem escura. Porém, depois de muitos protestos, a fábrica de cimento fora desativada, por pressão popular. A área teve o seu perímetro tombado em 1992. Desde então, coletivos e moradores reivindicam a transformação do local em um centro de cultura e lazer devotado à memória das lutas operárias da região.
A Estrada de Ferro Perus-Pirapora foi a primeira ferrovia integralmente tombada como patrimônio histórico e cultural no Brasil. Foi a última ferrovia de bitola reduzida do país, de apenas 60 cm. Preserva todo o seu parque de material rodante, com 20 locomotivas a vapor e mais de 130 carros e vagões, assim como a sua linha-tronco, em meio a uma paisagem natural surpreendente, que hoje abriga um eco-museu.
Embora o distrito tenha sediado tantas lutas por condições dignas de trabalho, moradia e representação social, hoje percebe-se que os moradores de Perus ainda sentem-se apartados das políticas públicas da capital paulista. Há um entendimento errôneo por parte de alguns paulistanos de os bairros ao noroeste de Pirituba componham outro município, reforçando o não-pertencimento sentido por parte dos moradores de Perus. Este sentimento é contornado por coletivos que promovem a história dos trabalhadores do bairro através da arte e cultura, como o Centro de Memória Queixadas, Comunidade Cultural Quilombaque, Ocupação Artística Canhoba, Ocupação Casa Hip Hop Perus, Biblioteca Padre José Anchieta e Museu Territorial Tekoa Jopo’í.
Os distritos vizinhos de Perus têm grandes pontos turísticos para a população, como o Parque Anhanguera e o Pico do Jaraguá. Porém, entre as poucas alternativas de lazer familiar no distrito, destacam-se a Praça do Samba e o Centro Esportivo e Lazer de Perus.

## Demografia
Evolução demográfica do distrito de Perus

## Bairros
Bairros de Perus:
- Chácara Maria Trindade
- Conjunto Habitacional Recanto dos Humildes
- Jardim Adelfiore
- Jardim do Russo
- Jardim dos Manacás
- Jardim Perus
- Loteamento Vitória Régia
- Perus
- Recanto Paraíso
- Sítio Areião
- Sítio Botuquara
- Vila Caiuba
- Vila Fanton
- Vila Hungaresa
- Vila Inácio
- Vila Malvina
- Vila Nova Perus
- Vila Perus
- Vila Rancho Alegre
- Vila Santa Cruz

## Distritos e municípios limítrofes
- Caieiras (Nordeste e Leste)
- Cajamar (Noroeste)
- Jaraguá (Sul)
- Anhanguera (Oeste)

## Fatos marcantes
- Em 28 de julho de 2000 ocorreu o acidente de trem em Perus que fora noticiado em várias mídias. O desastre culminou na morte de 9 pessoas, além de 115 feridos.[18]

## Galeria

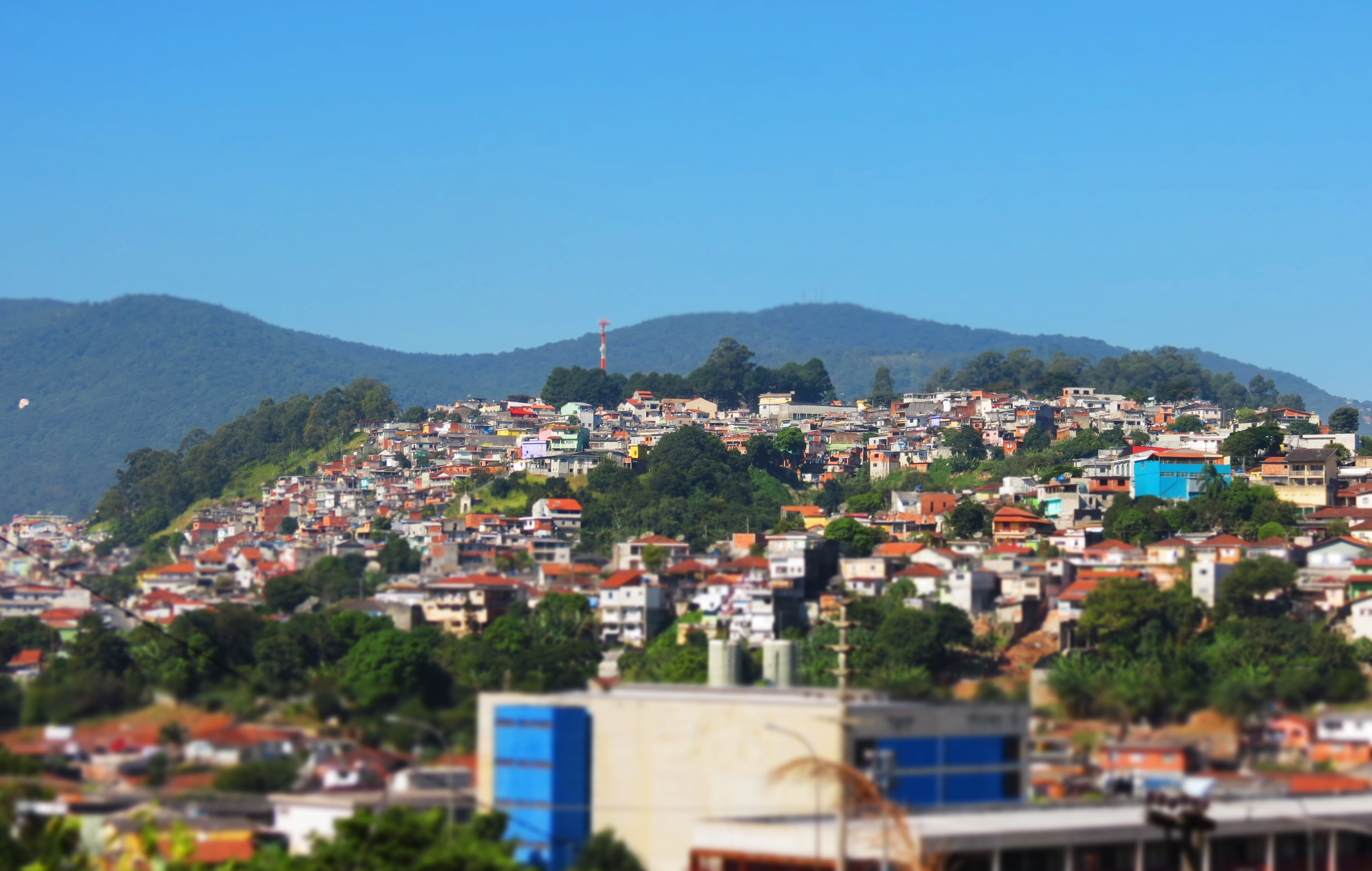
Distrito de Perus
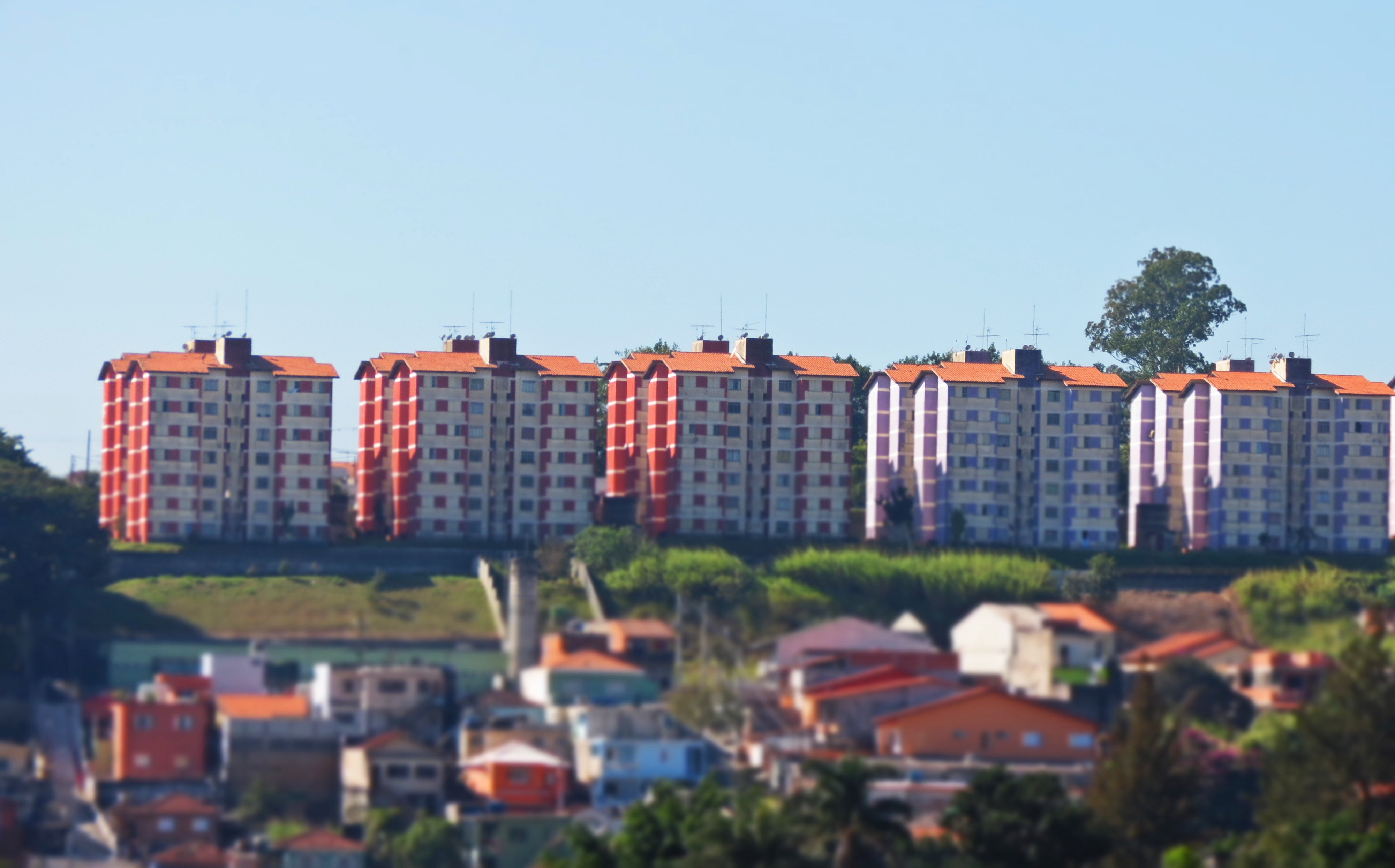
Detalhe urbano do distrito de Perus
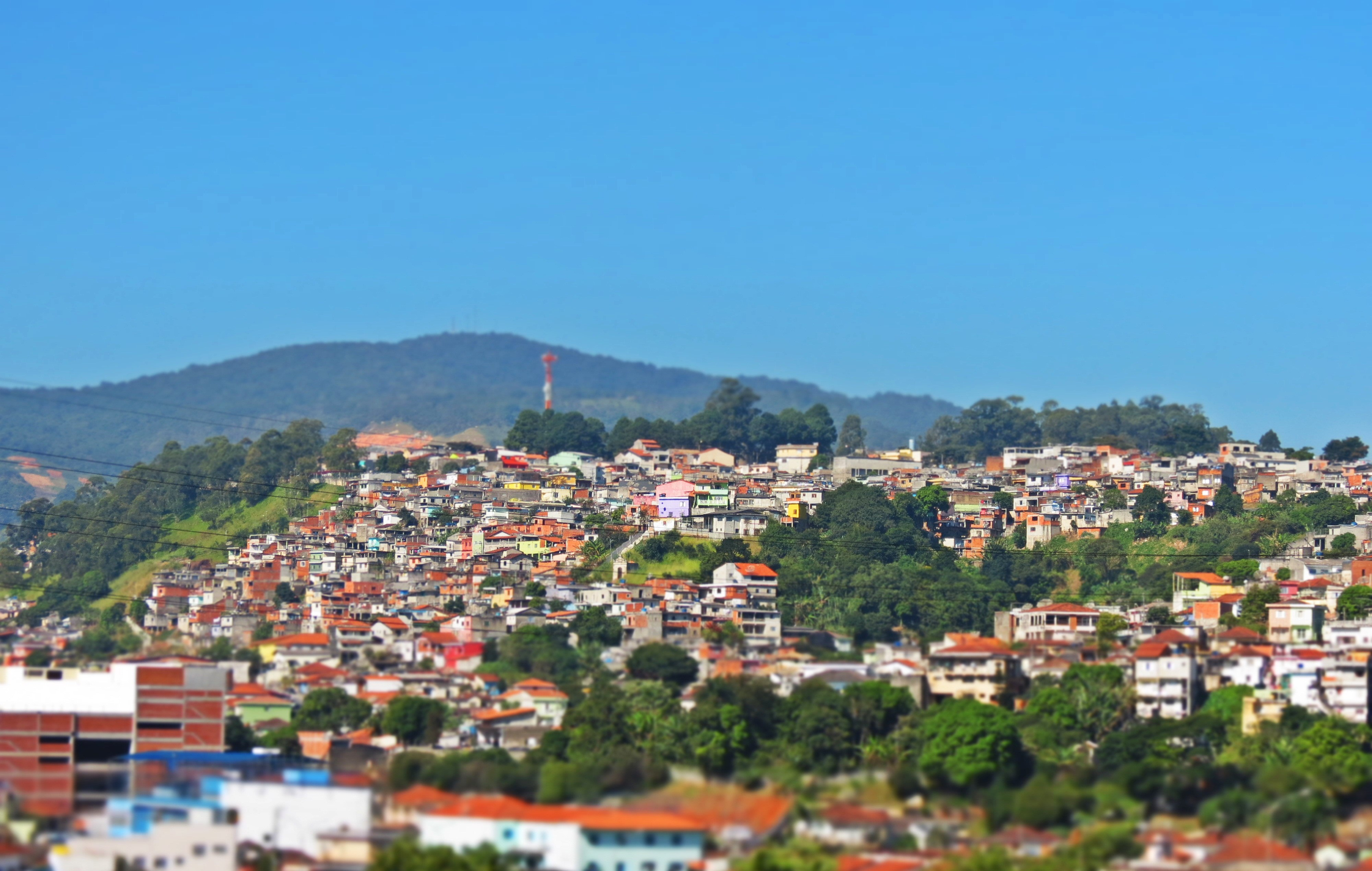
Geografia acidentada
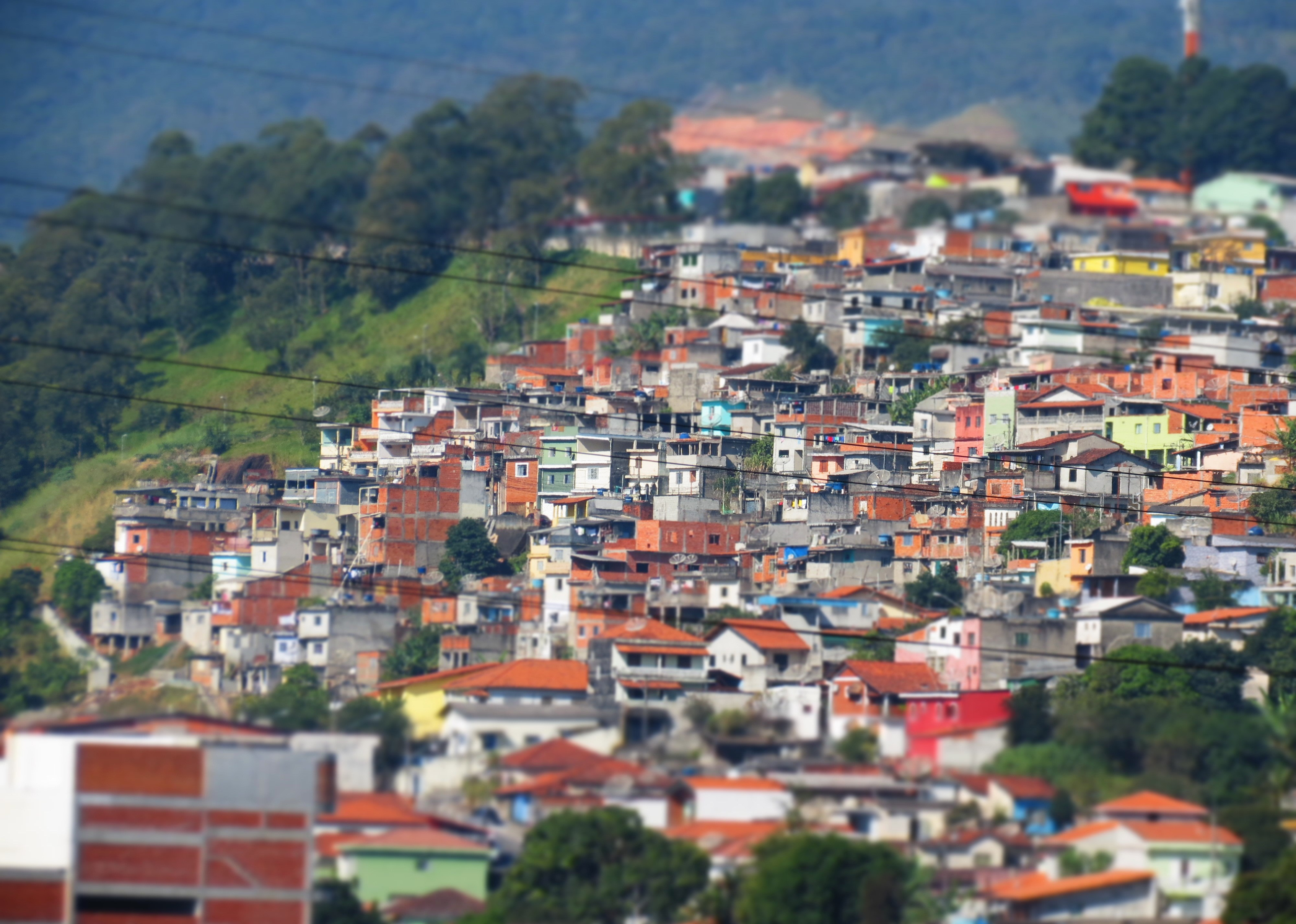
Perus
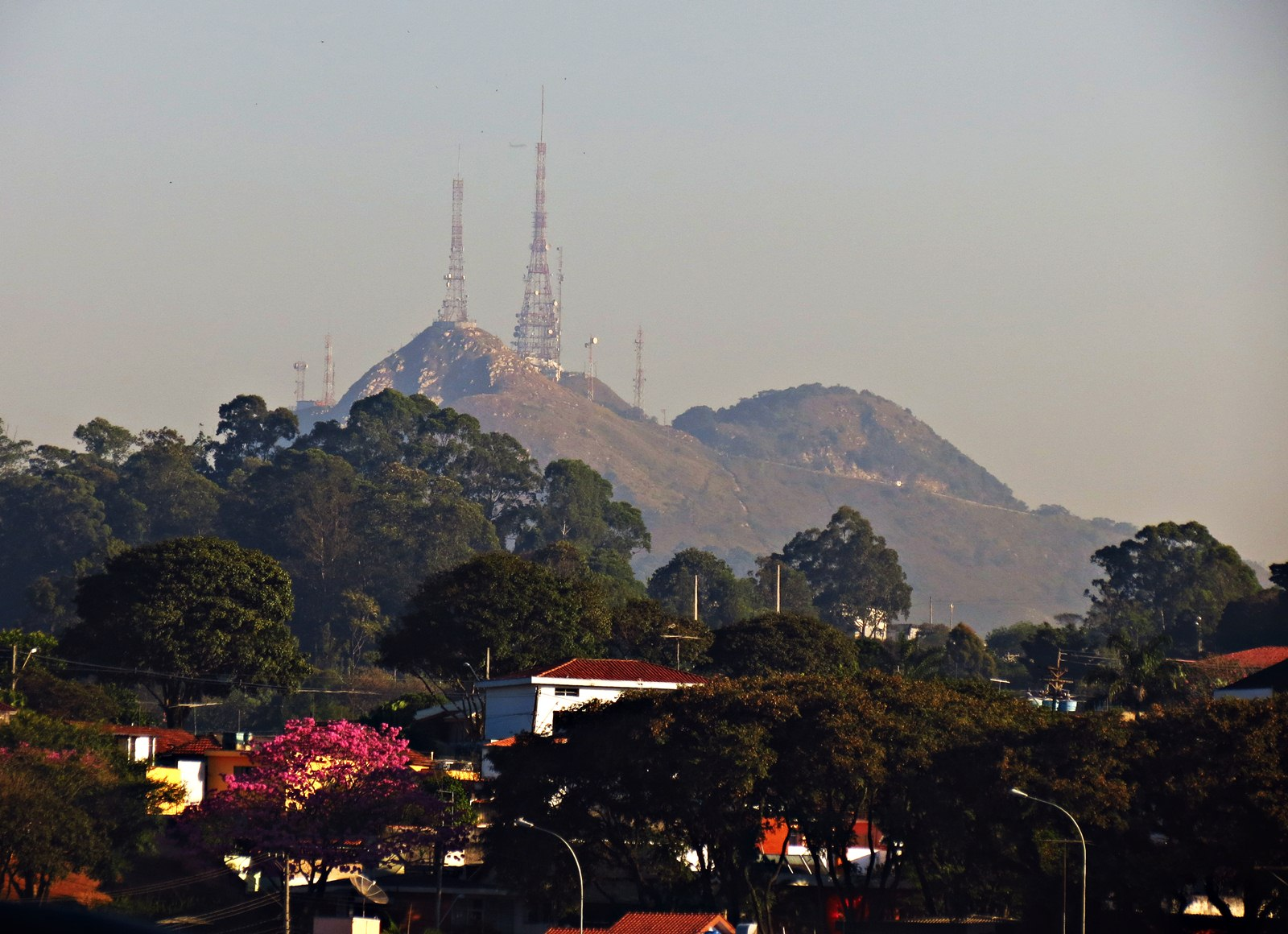
Pico do Jaraguá e parte de Perus
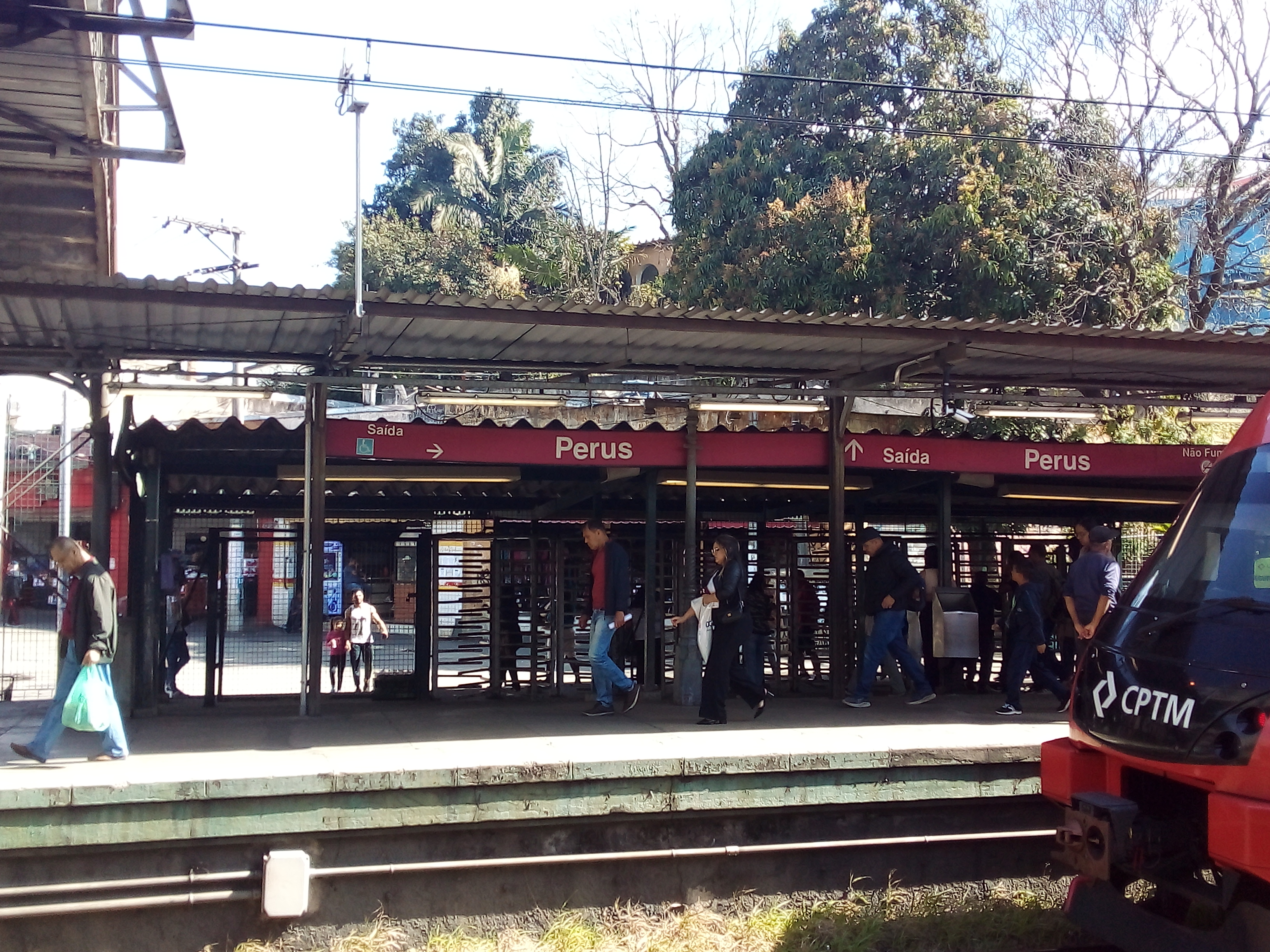
Estação Perus da CPTM
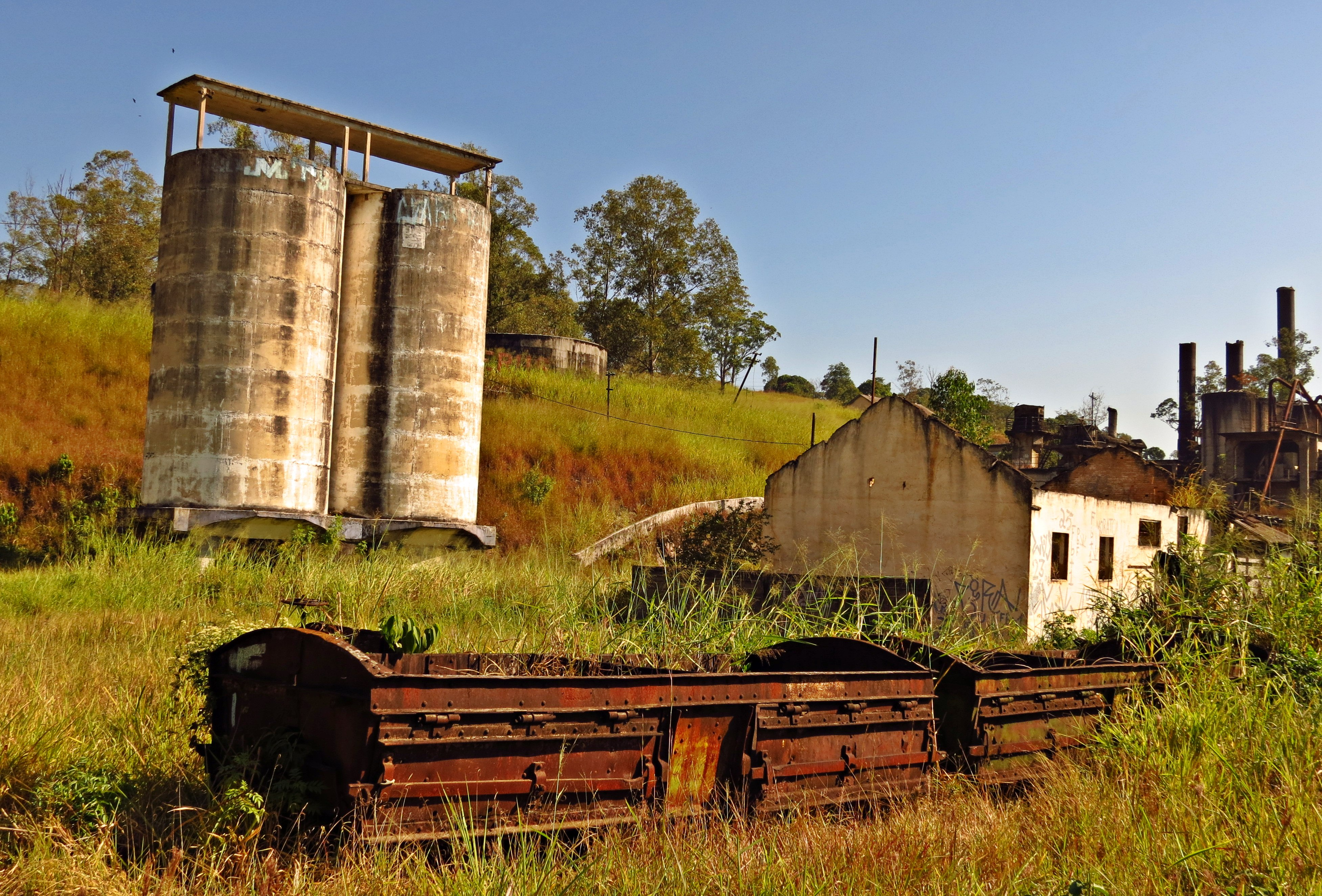
Fábrica de Cimento em Perus
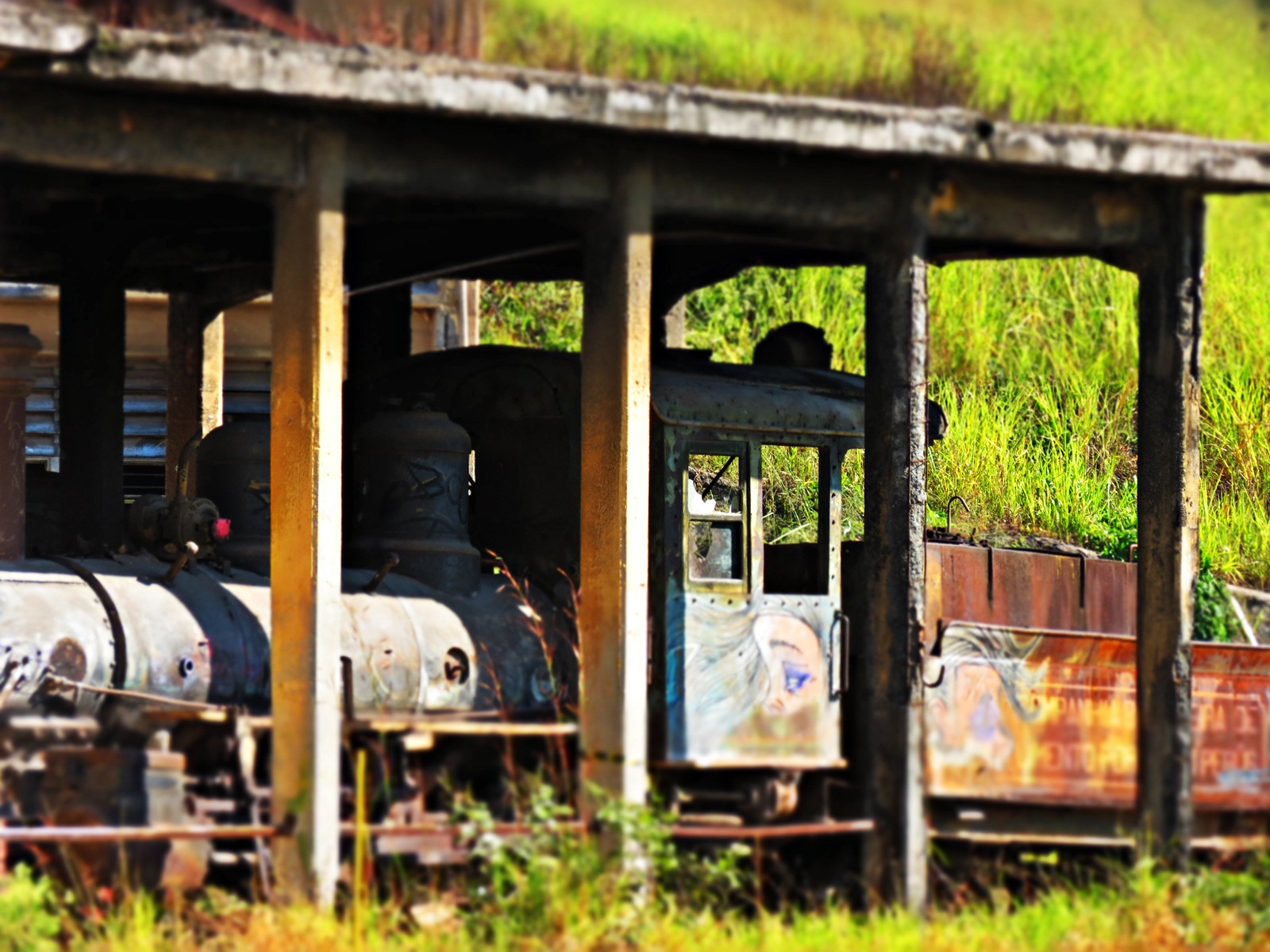
Trem abandonado na fábrica
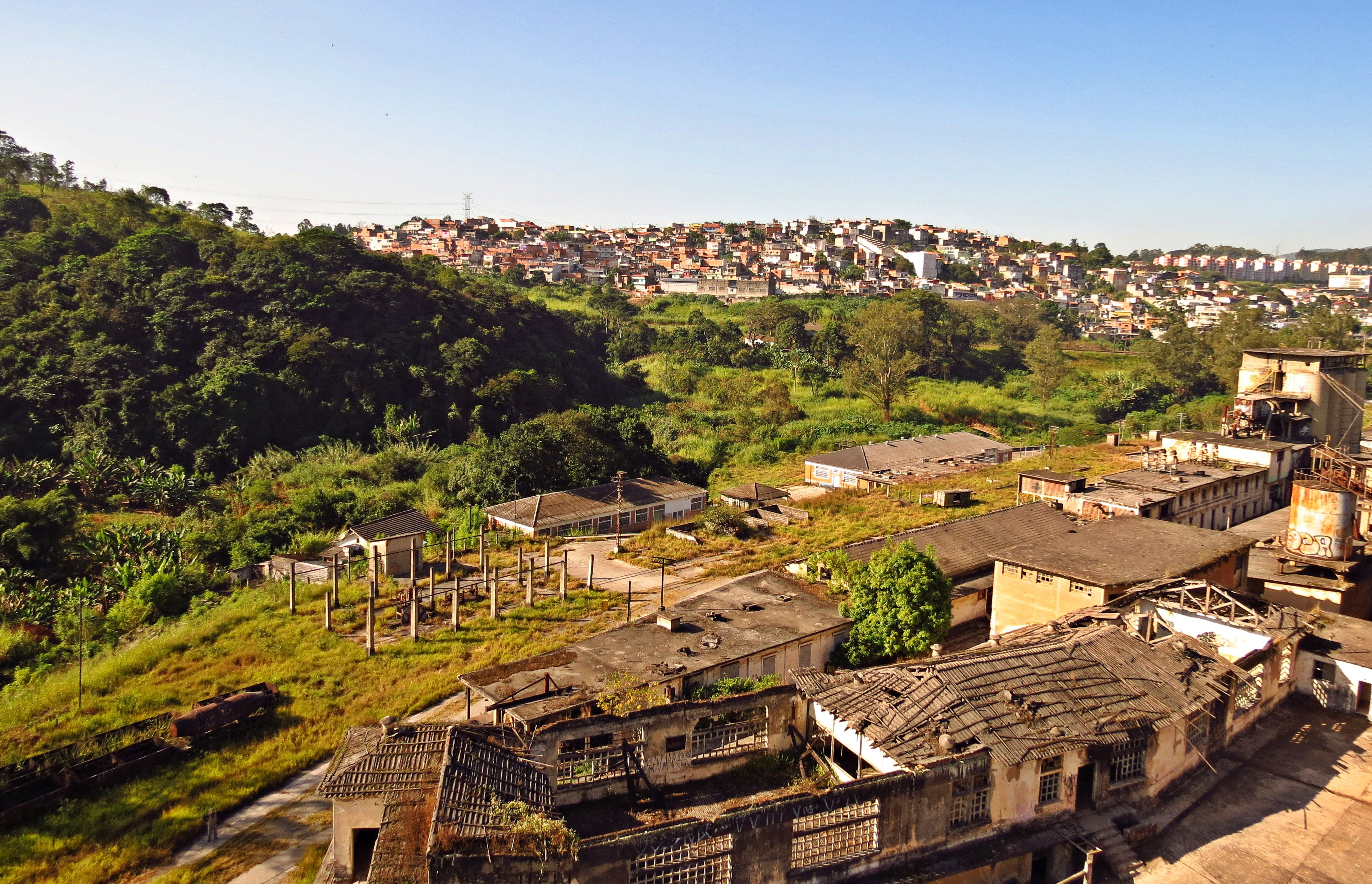
Vista geral da região
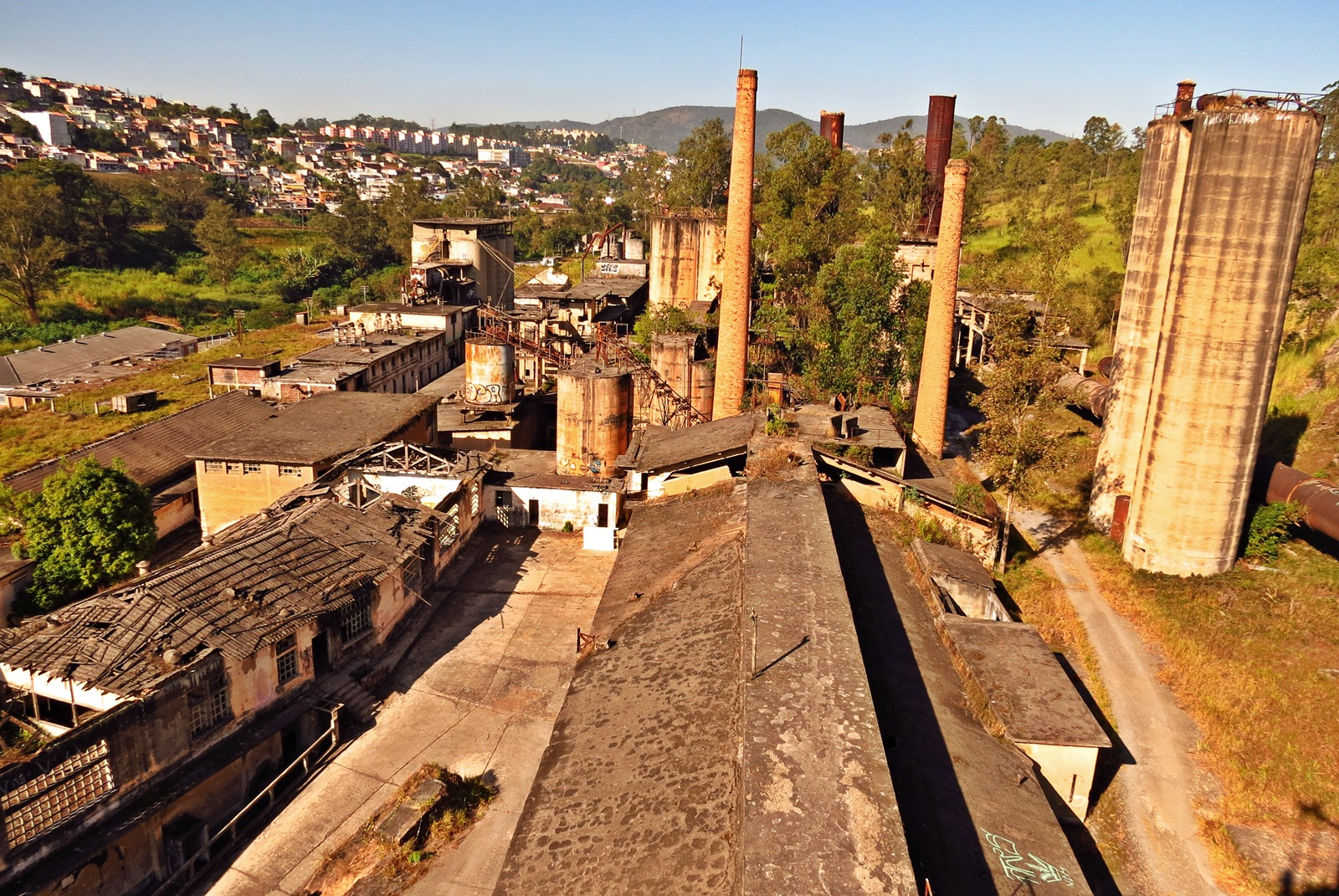
Fábrica vista do alto
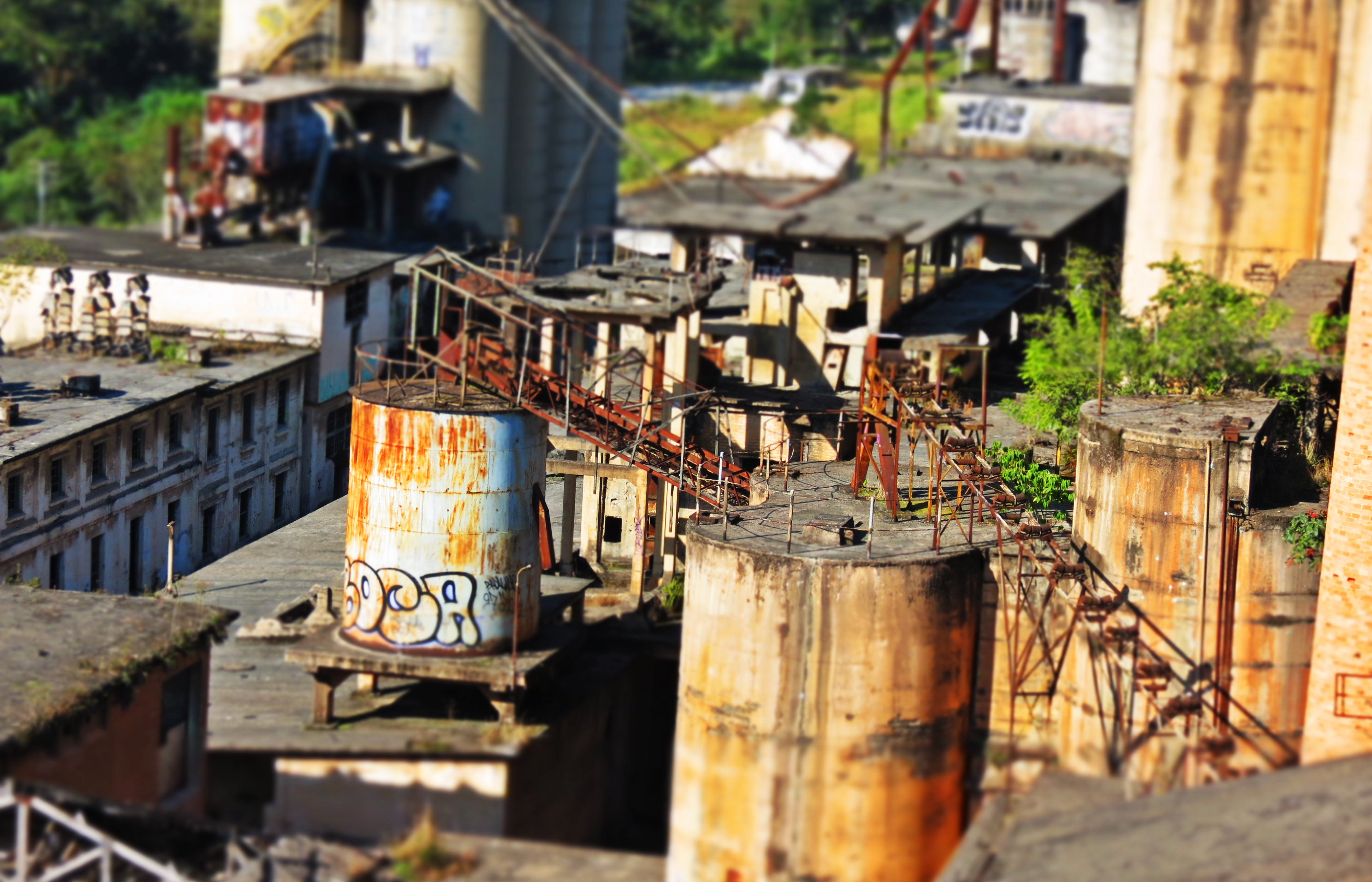
Detalhe da fábrica
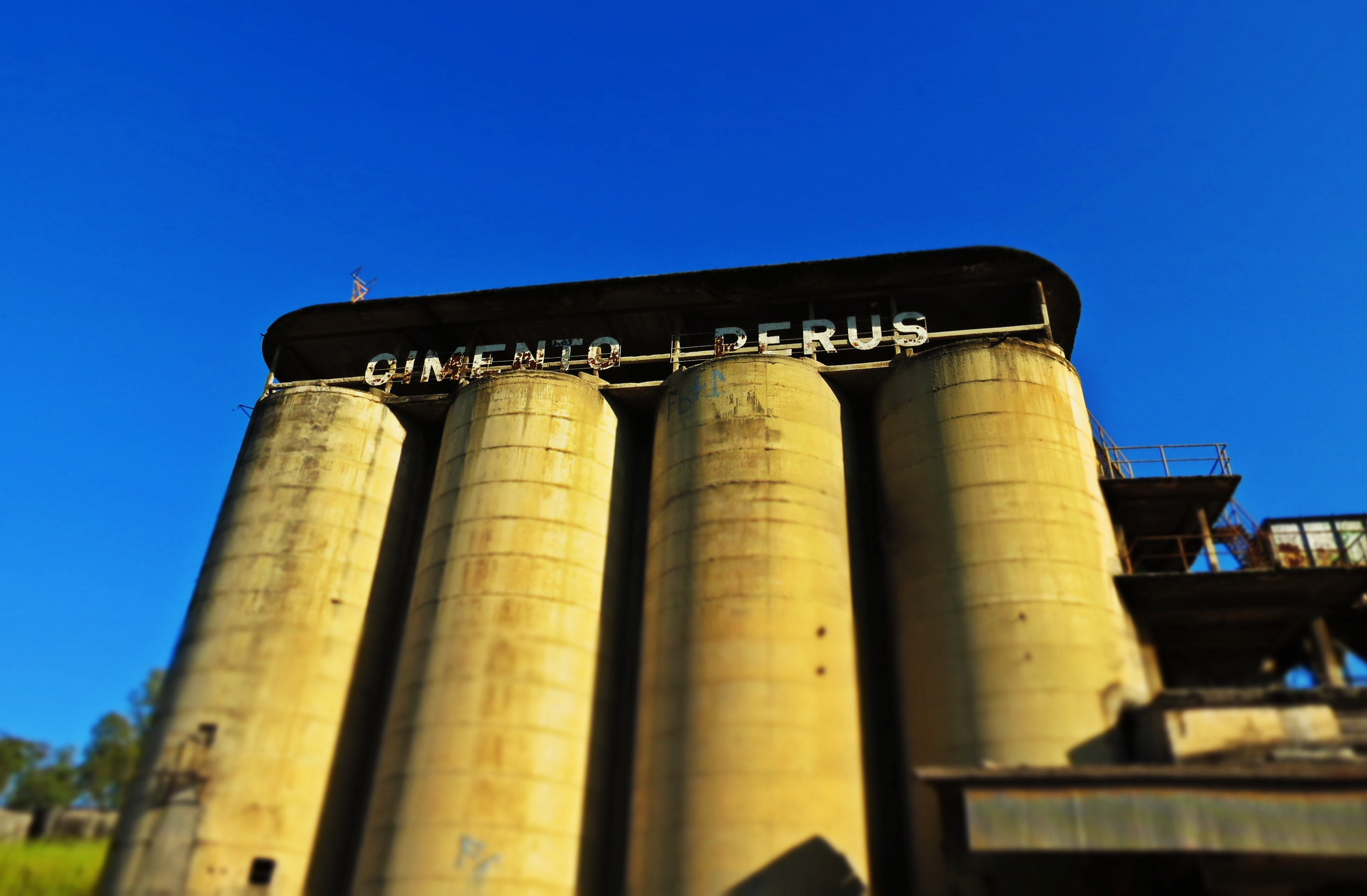
Silos principais